# Acalypha schiedeana
Acalypha schiedeana é uma espécie de flor do gênero Acalypha, pertencente à família Euphorbiaceae.